# Jan Moll

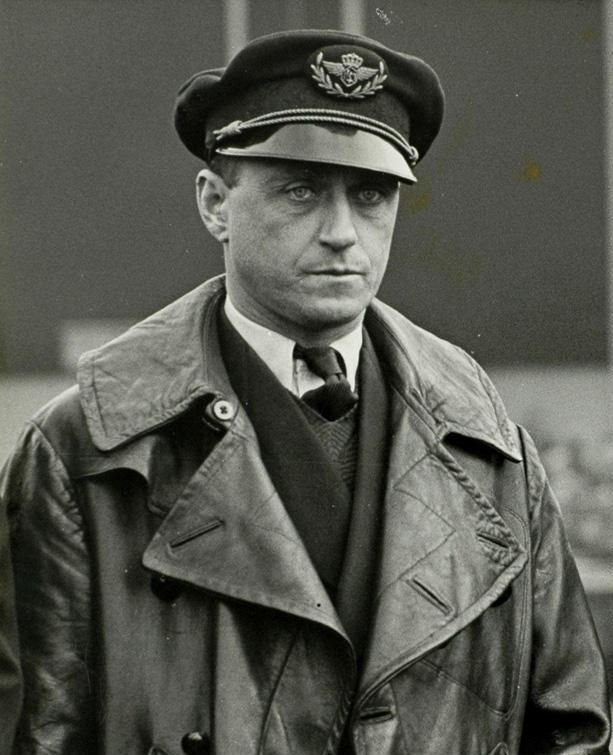
Jan Moll in 1934

Jan Johannes Moll (Soerabaja, 6 maart 1900 – Aalsmeer, 12 december 1988) was een Nederlands vliegenier werkzaam bij de KLM.
Moll was eerste officier tijdens de beroemde vlucht van de Uiver tijdens de Melbourne race in 1934. In de jaren vijftig kende de KLM hem de rang van commodore toe, een eretitel voor vliegers met grote verdiensten.
Moll was gezagvoerder van de Douglas DC-3 De Mees toen het toestel op 26 september 1939 beschoten werd tijdens een vlucht van Kopenhagen naar Schiphol. 
Jan Moll schreef over zijn leven als vliegenier in het boek Langs de hoge weg: Herinneringen uit een vliegersleven (1959).